# Юнаков, Сергей Фёдорович
Сергей Федорович Юнаков (род. 7 ноября 1951, Борислав) — советский и украинский архитектор, заслуженный архитектор Украины. Лауреат Государственной премии Украины в области архитектуры (2003), член-корреспондент Академии архитектуры Украины, преподаватель Национальной Академии Изобразительного искусства, учредитель и директор группы компаний «YUNAKOV Architecture Construction».

## Биография
Сергей Юнаков родился 7 ноября 1951 года в г. Борислав (Львовской области), в семье служащих. Отец — Юнаков Федор Федорович, инженер-нефтяник. Мать — Божко Мария Григорьевна, врач. После окончания средний образовательной школы № 5 в г. Киеве, поступил в Киевский инженерно-строительный институт на архитектурный факультет и в 1976 году закончил его, получив архитектурный диплом.[значимость факта?]
Свою трудовую деятельность Сергей Юнаков начал в 1976 году в 6-й мастерской «Киевпроекта», всесоюзного проектного института в котором проработал 30 лет, учась у таких выдающихся архитекторов как Милецкий, Добровольский, Бильский, Созанский, Холостенко, Шпара.
Прошел путь от рядового архитектора до начальника управления «Киевпроект-6».[значимость факта?]
В 1991 году создал группу мастерских, сферой деятельности которых: проектирование общественных, культурно-образовательных, промышленных и другого назначения объектов для Киева и Украины.
В 2005 году объединил мастерские под одним брендом «YUNAKOV Architecture Construction».[значимость факта?]
На данный момент мастерская входит в топ-5 архитектурных мастерских Украины

## Семья
Сергей Юнаков женат на Елене Юнаковой, в семье трое детей, старший сын, Федор Юнаков 1978 года рождения, на данный момент продолжает и успешно развивает начатое отцом дело. Юнаков Иван 1984 года рождения и Юнакова Катерина 1984 года рождения также работают в проектно строительной отрасли

## Знаковые объекты разработанные архитектурной мастерской

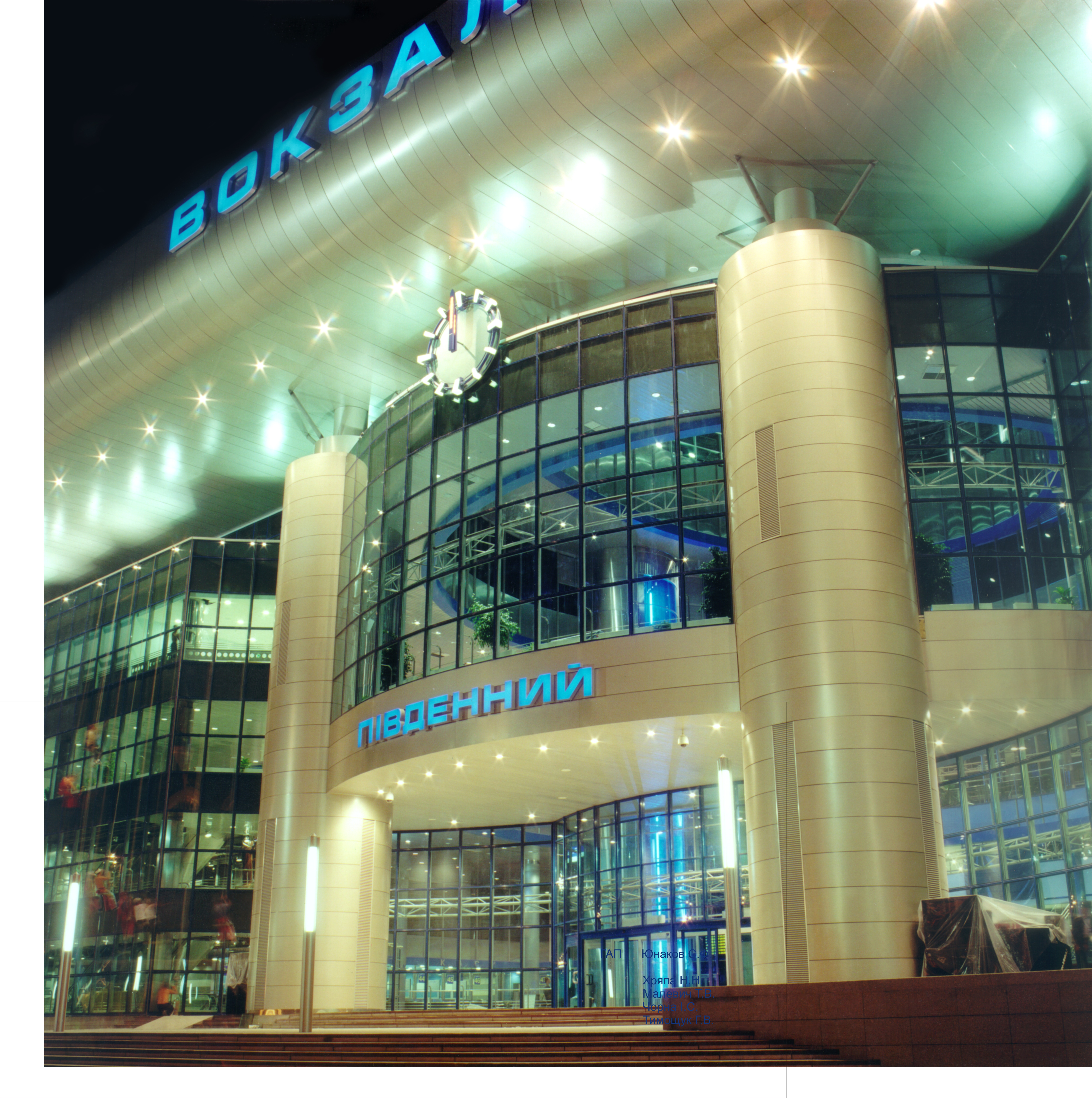
Здание южного терминала Киевского железнодорожного вокзала